# Celerity Computing
Celerity Computing Inc. — американская компания, производитель суперминикомпьютеров под управлением Unix из Сан-Диего (Калифорния). Celerity Computing была основана в мае 1983 года Стивом Воллендером, Ником Энешенсли и Эндрю Маккроклином.
Свой первый компьютер, персональную рабочую станцию C1200, Celerity выпустила в ноябре 1984 года. C1200 была первой в серии машин, использовавших архитектуру ACCEL RISC, основанную на 32-битном процессоре NCR/32. C1200 была оснащена цветным монитором с максимальным разрешением 1280 на 1024 пикселей. За C1200 последовали модели C1230 и C1260. В качестве опции C1260 можно было заказать в двухпроцессорной конфигурации. C1230 и C1260 часто использовались в качестве многопользовательских систем.
Серия C1200 работала под управлением BSD 4.2 Unix с функциональностью добавленной из System V Release 2.
Celerity попыталась стать производителем минисуперкомпьютеров, разработав модель Celerity 6000, основанную на архитектуре ACCEL, реализованную в виде ЭСЛ-логики с частями на биполярной интегрированной технологии. Celerity 6000 работала на тактовой частоте 33 МГц и могла иметь до 8 процессоров (8 скалярных процессоров или 4 скалярных и 4 векторных). После попадания в финансовые затруднения связанные с разработкой Celerity 6000, активы и технологии Celerity Computing были куплены в 1988 году компанией Floating Point Systems. Разработка Celerity 6000 была завершена и была выпущена уже как минисуперкомпьютер FPS Model 500.